# ATP-seizoen 2025
Het ATP-seizoen in 2025 bestaat uit de internationale tennistoernooien, die door de ATP en ITF worden georganiseerd in het kalenderjaar 2025.
Het speelschema omvat:
- 59 ATP-toernooien, bestaande uit de categorieën:
  - ATP Tour Masters 1000: 9
  - ATP Tour 500: 16
  - ATP Tour 250: 30
  - ATP Finals: eindejaarstoernooi voor de 8 beste tennissers/dubbelteams;
  - Next Generation ATP Finals: eindejaarstoernooi voor de 7 beste tennissers jonger dan 21 jaar (+ 1 wildcard), geen ATP-punten;
  - United Cup: gemengde landenwedstrijd;
  - Laver Cup: continententoernooi tussen Team Europa en Team Wereld, geen ATP-punten.
- 6 ITF-toernooien, bestaande uit de:
  - 4 grandslamtoernooien;
  - Davis Cup: landenteamtoernooi, geen ATP-punten;
  - Hopman Cup: landenteamtoernooi voor gemengde tenniskoppels, geen ATP-punten.

## Speelschema

### Legenda
| Grand Slams           |
| ATP Tour Finals       |
| ATP Tour Masters 1000 |
| ATP Tour 500          |
| ATP Tour 250          |
| Toernooien voor teams |

Codering
De codering voor het aantal deelnemers.
128S/128Q/64D/32X
- 128 deelnemers aan hoofdtoernooi (S)
- 128 aan het kwalificatietoernooi (Q)
- 64 koppels in het dubbelspel (D)
- 32 koppels in het gemengd dubbelspel (X)

Alle toernooien worden in principe buiten gespeeld, tenzij anders vermeld.
RR = groepswedstrijden, (i) = indoor

### Januari
| Week van              | Toernooi | Winnaar(s) | Finalist(en) | Uitslag finale            |         |
| --------------------- | --- | --- | --- | ------------------------- | ------- |
| 30 december           | United Cup Perth, Sydney, Australië Landenteamcompetitie $ 10.000.000 - hardcourt - 18 teams | Verenigde Staten Coco Gauff Taylor Fritz | Polen Iga Świątek Hubert Hurkacz | 2-0                       | Details |
| 30 december           | Hong Kong Open Hongkong, Hongkong ATP Tour 250 $ 766.290 - hardcourt - 28S/16Q/16D | Alexandre Müller | Kei Nishikori | 2-6, 6-1, 6-3             | Details |
| 30 december           | Hong Kong Open Hongkong, Hongkong ATP Tour 250 $ 766.290 - hardcourt - 28S/16Q/16D | Sander Arends Luke Johnson | Karen Chatsjanov Andrej Roebljov | 7-5, 4-6 [10-7]           | Details |
| 30 december           | Brisbane International Brisbane, Australië ATP Tour 250 $ 730.000 - hardcourt - 32S/24Q/24D | Jiří Lehečka | Reilly Opelka | 4-1 opgave                | Details |
| 30 december           | Brisbane International Brisbane, Australië ATP Tour 250 $ 730.000 - hardcourt - 32S/24Q/24D | Lloyd Glasspool Julian Cash | Jiří Lehečka Jakub Menšík | 6-3, 6-7(2-7), [10-6]     | Details |
| 6 januari             | Adelaide International Adelaide, Australië ATP Tour 250 $ 766.290 - hardcourt - 28S/16Q/24D | Félix Auger-Aliassime | Sebastian Korda | 6-3, 3-6, 6-1             | Details |
| 6 januari             | Adelaide International Adelaide, Australië ATP Tour 250 $ 766.290 - hardcourt - 28S/16Q/24D | Simone Bolelli Andrea Vavassori | Kevin Krawietz Tim Pütz | 4-6, 7-6,(7-4), [11-9]    | Details |
| 6 januari             | Auckland Open Auckland, Nieuw-Zeeland ATP Tour 250 $ 766.290 - hardcourt - 28S/16Q/16D | Gaël Monfils | Zizou Bergs | 6-3, 6-4                  | Details |
| 6 januari             | Auckland Open Auckland, Nieuw-Zeeland ATP Tour 250 $ 766.290 - hardcourt - 28S/16Q/16D | Michael Venus Nikola Mektić | Christian Harrison Rajeev Ram | walkover                  | Details |
| 13 januari 20 januari | Australian Open Melbourne, Australië Grand Slam AU$ 48.250.000 - hardcourt 128S/128Q/64D/32X | Jannik Sinner | Alexander Zverev | 6-3, 7-6, 6-3             | Details |
| 13 januari 20 januari | Australian Open Melbourne, Australië Grand Slam AU$ 48.250.000 - hardcourt 128S/128Q/64D/32X | Harri Heliövaara Henry Patten | Simone Bolelli Andrea Vavassori | 6-7, 7-6, 6-3             | Details |
| 13 januari 20 januari | Australian Open Melbourne, Australië Grand Slam AU$ 48.250.000 - hardcourt 128S/128Q/64D/32X | Olivia Gadecki John Peers | Kimberly Birrell John-Patrick Smith | 3-6, 6-4, [10-6]          | Details |
| 29 januari            | Davis Cup by Rakuten (kwalificatieronde) Montréal, Canada - Stockholm, Zweden - Vilnius, Litouwen - Taipei, Taiwan- Kopenhagen, Denemarken - Osijek, Kroatië - Orléans, Frankrijk - Biel, Zwitserland - Ostrava, Tsjechië - Miki, Japan - Schwechat, Oostenrijk - Hasselt, België - Fjellhamar Noorwegen | Kwalificatieronde winnaars Hongarije 3-2 Australië 3-1 Duitsland 3-1 Verenigde Staten 4-0 Denemarken 3-2 Kroatië 3-1 Frankrijk 4-0 Spanje 3-1 Tsjechië 4-0 Japan 3-2 Oostenrijk 4-0 België 3-1 Argentinië 3-2 | Kwalificatieronde verliezers Canada Zweden Israël Chinees Taipei Servië Slowakije Brazilië Zwitserland Zuid-Korea Verenigd Koninkrijk Finland Chili Noorwegen |                           | Details |
| 29 januari            | Open Sud de France Montpellier, Frankrijk ATP Tour 250 € - hardcourt (i) - 28S/16Q/16D | Félix Auger-Aliassime | Aleksandar Kovacevic | 6-2, 6-7,(7-9), 7-6 (7-2) | Details |
| 29 januari            | Open Sud de France Montpellier, Frankrijk ATP Tour 250 € - hardcourt (i) - 28S/16Q/16D | Robin Haase Botic van de Zandschulp | Tallon Griekspoor Bart Stevens | 6-7,(7-9), 6-3, [10-5]    | Details |

### Februari
| Week van    | Toernooi | Winnaar(s)                                     | Finalist(en)                   | Uitslag finale          |         |
| ----------- | --- | ---------------------------------------------- | ------------------------------ | ----------------------- | ------- |
| 3 februari  | Dallas Open Dallas, Verenigde Staten ATP Tour 500 $ 3,035.960 - hardcourt (i) - 32S/16Q/16D                                 | Denis Shapovalov                               | Casper Ruud                    | 7-6(7-5), 6-3           | Details |
| 3 februari  | Dallas Open Dallas, Verenigde Staten ATP Tour 500 $ 3,035.960 - hardcourt (i) - 32S/16Q/16D                                 | Christian Harrison Evan King                   | Ariel Behar Robert Galloway    | 7-6(7-4), 7-6(7-4)      | Details |
| 3 februari  | ABN AMRO Tennis Tournament Rotterdam, Nederland ATP Tour 500 € 2.563.150 - hardcourt (i) - 32S/16Q/16D                      | Carlos Alcaraz                                 | Alex de Minaur                 | 6-4, 3-6, 6-2           | Details |
| 3 februari  | ABN AMRO Tennis Tournament Rotterdam, Nederland ATP Tour 500 € 2.563.150 - hardcourt (i) - 32S/16Q/16D                      | Simone Bolelli Andrea Vavassori                | Sander Gillé Jan Zieliński     | 6-2, 4-6, [10-6]        | Details |
| 10 februari | Delray Beach Open by VITACOST.COM Delray Beach, Verenigde Staten ATP Tour 250 $ 710.735 - hardcourt - 28S/16Q/16D           | Miomir Kecmanović                              | Alejandro Davidovich Fokina    | 3-6, 6-1, 7-5           | Details |
| 10 februari | Delray Beach Open by VITACOST.COM Delray Beach, Verenigde Staten ATP Tour 250 $ 710.735 - hardcourt - 28S/16Q/16D           | Miomir Kecmanović Brandon Nakashima            | Christian Harrison Evan King   | 7-6(7-3), 1-6, [10-3]   | Details |
| 10 februari | Open 13 Marseille, Frankrijk ATP Tour 250 € 767.545 - hardcourt (i) - 28S/16Q/16D                                           | Ugo Humbert                                    | Hamad Medjedovic               | 7-6(7-4), 6-4           | Details |
| 10 februari | Open 13 Marseille, Frankrijk ATP Tour 250 € 767.545 - hardcourt (i) - 28S/16Q/16D                                           | Benjamin Bonzi Pierre-Hugues Herbert           | Sander Gillé Jan Zieliński     | 6-3, 6-4                | Details |
| 10 februari | Argentina Open Buenos Aires, Argentinië ATP Tour 250 $ 688.985 - gravel - 28S/16Q/16D                                       | João Fonseca                                   | Francisco Cerúndolo            | 6-4, 7-6(7-1)           | Details |
| 10 februari | Argentina Open Buenos Aires, Argentinië ATP Tour 250 $ 688.985 - gravel - 28S/16Q/16D                                       | Guido Andreozzi Théo Arribagé                  | Rafael Matos Marcelo Melo      | 7-5, 4-6, [10-7]        | Details |
| 17 februari | Rio Open presented by Claro Rio de Janeiro, Brazilië ATP Tour 500 $ 2.271.715 - gravel - 32S/16Q/16D                        | Argentinië Sebastián Báez                      | Alexandre Müller               | 6-3, 6-2                | Details |
| 17 februari | Rio Open presented by Claro Rio de Janeiro, Brazilië ATP Tour 500 $ 2.271.715 - gravel - 32S/16Q/16D                        | Rafael Matos Marcelo Melo                      | Pedro Martínez Jaume Munar     | 6-2, 7-5                | Details |
| 17 februari | Qatar ExxonMobil Open Doha, Qatar ATP Tour 500 $ 1.493.465 - hardcourt - 28S/16Q/16D                                        | Andrej Roebljov                                | Jack Draper                    | 7-5, 5-7, 6-1           | Details |
| 17 februari | Qatar ExxonMobil Open Doha, Qatar ATP Tour 500 $ 1.493.465 - hardcourt - 28S/16Q/16D                                        | Julian Cash Lloyd Glasspool                    | Joe Salisbury Neal Skupski     | 6-3, 6-2                | Details |
| 24 februari | Dubai Duty Free Tennis Championships Dubai, Verenigde Arabische Emiraten ATP Tour 500 $ 3.113.270 - hardcourt - 32S/16Q/16D | Stefanos Tsitsipas                             | Félix Auger-Aliassime          | 6-3, 6-3                | Details |
| 24 februari | Dubai Duty Free Tennis Championships Dubai, Verenigde Arabische Emiraten ATP Tour 500 $ 3.113.270 - hardcourt - 32S/16Q/16D | Yuki Bhambri Alexei Popyrin                    | Harri Heliövaara Henry Patten  | 3-6, 7-6(10-12), [10-8] | Details |
| 24 februari | Abierto Mexicano Telcel presentado por HSBC Acapulco, Mexico ATP Tour 500 $ 2.377.565 - hardcourt - 32S/16Q/16D             | Tomáš Macháč                                   | Alejandro Davidovich Fokina    | 7-6 (8-6), 6-2          | Details |
| 24 februari | Abierto Mexicano Telcel presentado por HSBC Acapulco, Mexico ATP Tour 500 $ 2.377.565 - hardcourt - 32S/16Q/16D             | Christian Harrison Evan King                   | Sadio Doumbia Fabien Reboul    | 6-4, 6-0                | Details |
| 24 februari | Chile Dove Men+Care Open Santiago, Chili ATP Tour 250 $ 710.735 - gravel - 28S/16Q/16D                                      | Laslo Djere                                    | Sebastián Báez                 | 6-4, 3-6, 7-5           | Details |
| 24 februari | Chile Dove Men+Care Open Santiago, Chili ATP Tour 250 $ 710.735 - gravel - 28S/16Q/16D                                      | Nicolás Barrientos Rithvik Choudary Bollipalli | Máximo González Andrés Molteni | 6-3, 6-2                | Details |

### Maart
| Week van          | Toernooi | Winnaar(s)                          | Finalist(en)                             | Uitslag finale         |         |
| ----------------- | --- | ----------------------------------- | ---------------------------------------- | ---------------------- | ------- |
| 3 maart 16 maart  | BNP Paribas Open Indian Wells, Verenigde Staten ATP Tour Masters 1000 $ 13.042.410 - hardcourt - 96S/48Q/32D - Enkel - Dubbel - Gemengd | Jack Draper                         | Holger Rune                              | 6-2, 6-2               | Details |
| 3 maart 16 maart  | BNP Paribas Open Indian Wells, Verenigde Staten ATP Tour Masters 1000 $ 13.042.410 - hardcourt - 96S/48Q/32D - Enkel - Dubbel - Gemengd | Marcelo Arévalo Mate Pavić          | Sebastian Korda Jordan Thompson          | 6-3, 6-4               | Details |
| 3 maart 16 maart  | BNP Paribas Open Indian Wells, Verenigde Staten ATP Tour Masters 1000 $ 13.042.410 - hardcourt - 96S/48Q/32D - Enkel - Dubbel - Gemengd | Sara Errani Andrea Vavassori        | Bethanie Mattek-Sands Mate Pavić         | 6-7 (3–7), 6-3, [10-8] | Details |
| 19 maart 30 maart | Miami Open presented by Itaú Miami, Verenigde Staten $ 11.255.360 - hardcourt - 96S/48Q/32D                                             | Jakub Menšík                        | Novak Đoković                            | 7-6 (7-4), 7-6 (7-4)   | Details |
| 19 maart 30 maart | Miami Open presented by Itaú Miami, Verenigde Staten $ 11.255.360 - hardcourt - 96S/48Q/32D                                             | Marcelo Arévalo Mate Pavić          | Julian Cash Lloyd Glasspool              | 7-6 (7-3), 6-3         | Details |
| 31 maart          | U.S. Men's Clay Court Championships Houston, Verenigde Staten ATP Tour 250 $ 710.735 - gravel (kastanjebruin) - 28S/16Q/16D             | Jenson Brooksby                     | Frances Tiafoe                           | 6-4, 6-2               | Details |
| 31 maart          | U.S. Men's Clay Court Championships Houston, Verenigde Staten ATP Tour 250 $ 710.735 - gravel (kastanjebruin) - 28S/16Q/16D             | Fernando Romboli John-Patrick Smith | Federico Agustín Gómez Santiago González | 6-1, 6-4               | Details |
| 31 maart          | Grand Prix Hassan II Marrakesh, Marokko ATP Tour 250 € 622.850 - gravel - 28S/16Q/16D                                                   | Luciano Darderi                     | Tallon Griekspoor                        | 7-6 (7-3), 7-6 (7-4)   | Details |
| 31 maart          | Grand Prix Hassan II Marrakesh, Marokko ATP Tour 250 € 622.850 - gravel - 28S/16Q/16D                                                   | Petr Nouza Patrik Rikl              | Hugo Nys Édouard Roger-Vasselin          | 6-3, 6-4               | Details |
| 31 maart          | Romanian Open Boekarest, Roemenië ATP Tour 250 € 622.850 - gravel - 28S/16Q/16D                                                         | Flavio Cobolli                      | Sebastián Báez                           | 6-4, 6-4               | Details |
| 31 maart          | Romanian Open Boekarest, Roemenië ATP Tour 250 € 622.850 - gravel - 28S/16Q/16D                                                         | Marcel Granollers Horacio Zeballos  | Jakob Schnaitter Mark Wallner            | 7-6 (7-3), 6-4         | Details |

### April
| Week van          | Toernooi                                                                                               | Winnaar(s)                         | Finalist(en)                | Uitslag finale         |         |
| ----------------- | --- | ---------------------------------- | --------------------------- | ---------------------- | ------- |
| 7 april           | Rolex Monte-Carlo Masters Monte Carlo, Monaco ATP Tour Masters 1000 € 6.832.435 - gravel - 56S/28Q/28D | Carlos Alcaraz                     | Lorenzo Musetti             | 3-6, 6-1, 6-0          | Details |
| 7 april           | Rolex Monte-Carlo Masters Monte Carlo, Monaco ATP Tour Masters 1000 € 6.832.435 - gravel - 56S/28Q/28D | Romain Arneodo Manuel Guinard      | Julian Cash Lloyd Glasspool | 1-6, 7-6(10-8), [10-8] | Details |
| 14 april          | Barcelona Open Banc Sabadell Barcelona, Spanje ATP Tour 500 € 3.050.800 - gravel - 32S/16D             | Holger Rune                        | Carlos Alcaraz              | 7-6(8-6), 6-2          | Details |
| 14 april          | Barcelona Open Banc Sabadell Barcelona, Spanje ATP Tour 500 € 3.050.800 - gravel - 32S/16D             | Sander Arends Luke Johnson         | Joe Salisbury Neal Skupski  | 6-3, 6-7 (1-7), [10-6] | Details |
| 14 april          | BMW Open by American Express München, Duitsland ATP Tour 500 € 2.747.360 - gravel - 32S/16Q/16D        | Alexander Zverev                   | Ben Shelton                 | 6-2, 6-4               | Details |
| 14 april          | BMW Open by American Express München, Duitsland ATP Tour 500 € 2.747.360 - gravel - 32S/16Q/16D        | André Göransson Sem Verbeek        | Kevin Krawietz Tim Pütz     | 6-4, 6-4               | Details |
| 22 april 28 april | Mutua Madrid Open Madrid, Spanje ATP Tour Masters 1000 € 9.797.365 - gravel - 96S/48Q/32D              | Casper Ruud                        | Jack Draper                 | 7-5, 3-6, 6-4          | Details |
| 22 april 28 april | Mutua Madrid Open Madrid, Spanje ATP Tour Masters 1000 € 9.797.365 - gravel - 96S/48Q/32D              | Marcel Granollers Horacio Zeballos | Marcelo Arévalo Mate Pavić  | 6-4, 6-4               | Details |

### Mei
| Week van      | Toernooi                                                                                          | Winnaar(s)                         | Finalist(en)                    | Uitslag finale                          |         |
| ------------- | ------------------------------------------------------------------------------------------------- | ---------------------------------- | ------------------------------- | --------------------------------------- | ------- |
| 5 mei 12 mei  | Internazionali BNL d'Italia Rome, Italië ATP Tour Masters 1000 € 8.055.385 - gravel - 96S/28Q/32D | Carlos Alcaraz                     | Jannik Sinner                   | 7-6 (7-5), 6-1                          | Details |
| 5 mei 12 mei  | Internazionali BNL d'Italia Rome, Italië ATP Tour Masters 1000 € 8.055.385 - gravel - 96S/28Q/32D | Marcelo Arévalo Mate Pavić         | Sadio Doumbia Fabien Reboul     | 6-4, 6-7 (6-8),[13-11]                  | Details |
| 19 mei        | Gonet Geneva Open Genève, Zwitserland ATP Tour 250 € 596.035 - gravel - 28S/16Q/16D               | Novak Djokovic                     | Hubert Hurkacz                  | 5-7, 7-6(7-2), 7-6(7-2)                 | Details |
| 19 mei        | Gonet Geneva Open Genève, Zwitserland ATP Tour 250 € 596.035 - gravel - 28S/16Q/16D               | Sadio Doumbia Fabien Reboul        | Ariel Behar Joran Vliegen       | 6-7(4-7), 6-4, [11-9]                   | Details |
| 19 mei        | Hamburg , Duitsland ATP Tour 500 € 2.158.560 - gravel - 32S/16Q/16D                               | Flavio Cobolli                     | Andrej Roebljov                 | 6-2, 6-4                                | Details |
| 19 mei        | Hamburg , Duitsland ATP Tour 500 € 2.158.560 - gravel - 32S/16Q/16D                               | Simone Bolelli Andrea Vavassori    | Andrés Molteni Fernando Romboli | 6-4, 6-0                                | Details |
| 25 mei 2 juni | Roland Garros Parijs, Frankrijk Grand Slam € 24.961.000 - gravel 128S/128Q/64D/32X                | Carlos Alcaraz                     | Jannik Sinner                   | 4-6, 6-7(5-7), 6-4, 7-6(7-3), 7-6(10-2) | Details |
| 25 mei 2 juni | Roland Garros Parijs, Frankrijk Grand Slam € 24.961.000 - gravel 128S/128Q/64D/32X                | Marcel Granollers Horacio Zeballos | Joe Salisbury Neal Skupski      | 6-0, 6-7(5-7), 7-5                      | Details |
| 25 mei 2 juni | Roland Garros Parijs, Frankrijk Grand Slam € 24.961.000 - gravel 128S/128Q/64D/32X                | Sara Errani Andrea Vavassori       | Taylor Townsend Evan King       | 6-4, 6-2                                | Details |

### Juni
| Week van       | Toernooi                                                                                               | Winnaar(s)                        | Finalist(en)                   | Uitslag finale       |         |
| -------------- | --- | --------------------------------- | ------------------------------ | -------------------- | ------- |
| 9 juni         | Stuttgart Open Stuttgart, Duitsland ATP Tour 250 € 778,445 - gras- 28S/16Q/16D                         | Taylor Fritz                      | Alexander Zverev               | 6-3, 7-6(7-0)        | Details |
| 9 juni         | Stuttgart Open Stuttgart, Duitsland ATP Tour 250 € 778,445 - gras- 28S/16Q/16D                         | Santiago González Austin Krajicek | Alex Michelsen Rajeev Ram      | 6-4, 6-4             | Details |
| 9 juni         | Libéma Open Rosmalen, Nederland ATP Tour 250 € 733,665 - gras- 28S/16Q/16D                             | Gabriel Diallo                    | Zizou Bergs                    | 7-5, 7-6(10-8)       | Details |
| 9 juni         | Libéma Open Rosmalen, Nederland ATP Tour 250 € 733,665 - gras- 28S/16Q/16D                             | Matthew Ebden Jordan Thompson     | Julian Cash Lioyd Glasspool    | 6-4, 3-6, [10-7]     | Details |
| 16 juni        | Terra Wortmann Open Halle, Duitsland ATP Tour 500 € 2.683.820 - gravel - 32S/16D                       | Alexander Bublik                  | Daniil Medvedev                | 6-3, 7-6(7-4)        | Details |
| 16 juni        | Terra Wortmann Open Halle, Duitsland ATP Tour 500 € 2.683.820 - gravel - 32S/16D                       | Kevin Krawietz Tim Pütz           | Simone Bolelli Andra Vavassori | 6-3, 7-6(7-4)        | Details |
| 16 juni        | Queen's Club Championships Londen, Verenigd Koninkrijk ATP Tour 500 € 2.683.820 - gravel - 32S/16Q/16D | Carlos Alcaraz                    | Jiří Lehečka                   | 7-5, 6-7(5-7), 6-2   | Details |
| 16 juni        | Queen's Club Championships Londen, Verenigd Koninkrijk ATP Tour 500 € 2.683.820 - gravel - 32S/16Q/16D | Julian Cash Lioyd Glasspool       | Nikola Mektić Michael Venus    | 6-3, 6-7(5-7), 10-6] | Details |
| 23 juni        | Mallorca Championships Santa Ponça, Spanje ATP Tour 250 € 622.850 - gras- 28S/16Q/16D                  | Tallon Griekspoor                 | Corentin Moutet                | 7-5, 7-6(7-3)        | Details |
| 23 juni        | Mallorca Championships Santa Ponça, Spanje ATP Tour 250 € 622.850 - gras- 28S/16Q/16D                  | Santiago González Austin Krajicek | Yuki Bhambri Robert Galloway   | 6-1, 1-6, [15-13]    | Details |
| 23 juni        | Lexus Eastbourne Open Eastbourne, Verenigd Koninkrijk ATP Tour 250 € 783.690 - gras- 28S/16Q/16D       | Taylor Fritz                      | Jenson Brooksby                | 7-5, 6-1             | Details |
| 23 juni        | Lexus Eastbourne Open Eastbourne, Verenigd Koninkrijk ATP Tour 250 € 783.690 - gras- 28S/16Q/16D       | Julian Cash Lloyd Glasspool       | Ariel Behar Joran Vliegen      | 6-4, 7-6(7-5)        | Details |
| 30 juni 7 juli | Wimbledon Londen, Verenigd Koninkrijk Grand Slam £ 25.161.500 - gras 128S/128Q/64D/32X                 | Jannik Sinner                     | Carlos Alcaraz                 | 4-6, 6-4, 6-4, 6-4   | Details |
| 30 juni 7 juli | Wimbledon Londen, Verenigd Koninkrijk Grand Slam £ 25.161.500 - gras 128S/128Q/64D/32X                 | Julian Cash Lloyd Glasspool       | Rinky Hijikata David Pel       | 6-2, 7-6(7-3)        | Details |
| 30 juni 7 juli | Wimbledon Londen, Verenigd Koninkrijk Grand Slam £ 25.161.500 - gras 128S/128Q/64D/32X                 | Kateřina Siniaková Sem Verbeek    | Luisa Stefani Joe Salisbury    | 7-6(7-3), 7-6(7-3)   | Details |

### Juli
| Week van           | Toernooi | Winnaar(s)                                    | Finalist(en)                          | Uitslag finale             |         |
| ------------------ | --- | --------------------------------------------- | ------------------------------------- | -------------------------- | ------- |
| 14 juli            | Nordea Open Båstad, Zweden ATP Tour 250 € 622.850 - gravel - 28S/16Q/16D                                            | Luciano Darderi                               | Jesper de Jong                        | 6-4, 3-6, 6-3              | Details |
| 14 juli            | Nordea Open Båstad, Zweden ATP Tour 250 € 622.850 - gravel - 28S/16Q/16D                                            | Guido Andreozzi Sander Arends                 | Adam Pavlásek Jan Zieliński           | 6-7(4-7), 7-5, [10-6]      | Details |
| 14 juli            | Los Cabos Open Los Cabos, Mexico ATP Tour 250 € 1.005.620 - hardcourt - 28S/16Q/16D                                 | Denis Shapovalov                              | Aleksandar Kovacevic                  | 6-4, 6-2                   | Details |
| 14 juli            | Los Cabos Open Los Cabos, Mexico ATP Tour 250 € 1.005.620 - hardcourt - 28S/16Q/16D                                 | Robert Cash JJ Tracy                          | Blake Bayldon Tristan Schoolkate      | 7-6(7-4), 6-4              | Details |
| 14 juli            | EFG Swiss Open Gstaad Gstaad, Zwitserland ATP Tour 250 € 622.850 - gravel - 28S/16Q/16D                             | Alexander Bublik                              | Juan Manuel Cerúndolo                 | 6-4, 4-6, 6-3              | Details |
| 14 juli            | EFG Swiss Open Gstaad Gstaad, Zwitserland ATP Tour 250 € 622.850 - gravel - 28S/16Q/16D                             | Francisco Cabral Lucas Miedler                | Hendrik Jebens Albano Olivetti        | 6-7(4-7), 7-6(7-4), [10-3] | Details |
| 14 juli            | Hopman Cup Bari, Italië ITF gemengd teamcompetitie Hardcourt - 6 teams                                              | Canada Félix Auger-Aliassime Bianca Andreescu | Italië Flavio Cobolli Lucia Bronzetti | 2-1                        | Details |
| 21 juli            | Plava Laguna Croatia Open Umag Umag, Kroatië ATP Tour 250 € 622.850 - gravel - 28S/16Q/16D                          | Luciano Darderi                               | Carlos Taberner                       | 6-3, 6-3                   | Details |
| 21 juli            | Plava Laguna Croatia Open Umag Umag, Kroatië ATP Tour 250 € 622.850 - gravel - 28S/16Q/16D                          | Romain Arneodo Manuel Guinard                 | Patrik Trhac Marcus Willis            | 7-5, 7-6(7-2)              | Details |
| 21 juli            | Generali Open Kitzbühel, Oostenrijk ATP Tour 250 € 622.850 - gravel - 28S/16Q/16D                                   | Alexander Bublik                              | Arthur Cazaux                         | 6-4, 6-3                   | Details |
| 21 juli            | Generali Open Kitzbühel, Oostenrijk ATP Tour 250 € 622.850 - gravel - 28S/16Q/16D                                   | Petr Nouza Patrik Rikl                        | Neil Oberleitner Joel Schwärzler      | 1-6, 7-6(7-3), [10-5]      | Details |
| 21 juli            | Citi Open Washington, Verenigde Staten ATP Tour 500 $ 2.271.715 - hardcourt - 48S/16Q/16D                           | Alex de Minaur                                | Alejandro Davidovich Fokina           | 5-7, 6-1, 7-6(7-2)         | Details |
| 21 juli            | Citi Open Washington, Verenigde Staten ATP Tour 500 $ 2.271.715 - hardcourt - 48S/16Q/16D                           | Simone Bolelli Andrea Vavassori               | Hugo Nys Édouard Roger-Vasselin       | 6-3, 6-4                   | Details |
| 27 juli 4 augustus | National Bank Open presented by Rogers Toronto, Canada ATP Tour Masters 1000 $ 10.913.715 - hardcourt - 96S/48Q/32D | Ben Shelton                                   | Karen Khachanov                       | 6-7(5-7), 6-4, 7-6(7-3)    | Details |
| 27 juli 4 augustus | National Bank Open presented by Rogers Toronto, Canada ATP Tour Masters 1000 $ 10.913.715 - hardcourt - 96S/48Q/32D | Julian Cash Lloyd Glasspool                   | Joe Salisbury Neal Skupski            | 6-3, 6-7(5-7), [13-11]     | Details |

### Augustus
| Week van                | Toernooi | Winnaar(s)               | Finalist(en)                   | Uitslag finale   |         |
| ----------------------- | --- | ------------------------ | ------------------------------ | ---------------- | ------- |
| 12 augustus             | Western & Southern Open Cincinnati, Verenigde Staten ATP Tour Masters 1000 $ 10.699.452 - hardcourt - 56S/28Q/28D | Carlos Alcaraz           | Jannik Sinner                  | 5-0, opgave      | Details |
| 12 augustus             | Western & Southern Open Cincinnati, Verenigde Staten ATP Tour Masters 1000 $ 10.699.452 - hardcourt - 56S/28Q/28D | Nikola Mektić Rajeev Ram | Lorenzo Musetti Lorenzo Sonego | 4-6, 6-3, [10-5] | Details |
| 18 augustus             | Winston-Salem Open Winston-Salem, Verenigde Staten ATP Tour 250 $ 828.925 - hardcourt - 28S/16Q/16D               |                          |                                |                  | Details |
| 18 augustus             | Winston-Salem Open Winston-Salem, Verenigde Staten ATP Tour 250 $ 828.925 - hardcourt - 28S/16Q/16D               |                          |                                |                  | Details |
| 25 augustus 1 september | US Open New York, Verenigde Staten Grand Slam $ 45.000.000 - hardcourt - 128S/128Q/64D/16X                        |                          |                                |                  | Details |
| 25 augustus 1 september | US Open New York, Verenigde Staten Grand Slam $ 45.000.000 - hardcourt - 128S/128Q/64D/16X                        |                          |                                |                  | Details |
| 25 augustus 1 september | US Open New York, Verenigde Staten Grand Slam $ 45.000.000 - hardcourt - 128S/128Q/64D/16X                        |                          |                                |                  | Details |

## Overzicht ondergronden
| Januari                  | Januari | Januari | Januari | Februari | Februari | Februari | Februari | Februari | Maart | Maart | Maart | Maart | April | April | April | April | Mei | Mei | Mei | Mei | Mei | Juni | Juni | Juni | Juni | Juli | Juli | Juli | Juli | Augustus | Augustus | Augustus | Augustus | Augustus | September | September | September | September | Oktober | Oktober | Oktober | Oktober | Oktober | November | November | November | November | December | December | December | December |
| ↓ Hardcourt (33 weken) ↓ |         |         |         |          |          |          |          |          |       |       |       |       |       |       |       |       |     |     |     |     |     |      |      |      |      |      |      |      |      |          |          |          |          |          |           |           |           |           |         |         |         |         |         |          |          |          |          |          |          |          |          |
|                          |         |         |         |          |          |          |          |          |       |       |       |       |       |       |       |       |     |     |     |     |     |      |      |      |      |      |      |      |      |          |          |          |          |          |           |           |           |           |         |         |         |         |         |          |          |          |          |          |          |          |          |
| ↓ Gravel (15 weken) ↓    |         |         |         |          |          |          |          |          |       |       |       |       |       |       |       |       |     |     |     |     |     |      |      |      |      |      |      |      |      |          |          |          |          |          |           |           |           |           |         |         |         |         |         |          |          |          |          |          |          |          |          |
|                          |         |         |         |          |          |          |          |          |       |       |       |       |       |       |       |       |     |     |     |     |     |      |      |      |      |      |      |      |      |          |          |          |          |          |           |           |           |           |         |         |         |         |         |          |          |          |          |          |          |          |          |
| ↓ Gras (5 weken) ↓       |         |         |         |          |          |          |          |          |       |       |       |       |       |       |       |       |     |     |     |     |     |      |      |      |      |      |      |      |      |          |          |          |          |          |           |           |           |           |         |         |         |         |         |          |          |          |          |          |          |          |          |
|                          |         |         |         |          |          |          |          |          |       |       |       |       |       |       |       |       |     |     |     |     |     |      |      |      |      |      |      |      |      |          |          |          |          |          |           |           |           |           |         |         |         |         |         |          |          |          |          |          |          |          |          |

|  | = Grandslamtoernooi |  | = Davis Cup (ondergrond bepaald door thuisspelend land) |

## Statistieken toernooien

### Toernooien per ondergrond
| Ondergrond   | Aantal | Buiten/binnen | Aantal |
| ------------ | ------ | ------------- | ------ |
| Hardcourt    | 36     | Buiten        | 20     |
| Hardcourt    | 36     | Binnen        | 16     |
| Gravel       | 20     | Buiten        | 20     |
| Gras         | 7      | Buiten        | 8      |
| Verschillend | 1      | Verschillend  | 1      |
| Totaal       | 64     |               |        |

### Toernooien per continent
| Continent     | Aantal |
| ------------- | ------ |
| Europa        | 32     |
| Noord-Amerika | 13     |
| Azië          | 10     |
| Oceanië       | 5      |
| Zuid-Amerika  | 3      |
| Afrika        | 1      |
| Verschillend  | 1      |
| Totaal        | 65     |

### Toernooien per land
| Aantal | Land |
| ------ | --- |
| 10     | Verenigde Staten |
| 5      | Frankrijk |
| 4      | Australië, China, Duitsland |
| 3      | Italië, Spanje, Verenigd Koninkrijk, Zwitserland |
| 2      | Mexico, Nederland, Oostenrijk, Zweden |
| 1      | Argentinië, Canada, België, Brazilië, Chili, Hongkong, Japan, Kazachstan, Kroatië, Marokko, Monaco, Nieuw-Zeeland, Qatar, Roemenië, Saoedi-Arabië, Servië, Verenigde Arabische Emiraten |

## Uitzendrechten
De ATP tennistoernooien zijn in 2025 in Nederland te zien op Ziggo Sport (beschikbaar voor klanten van tv-aanbieder Ziggo) en betaalzender Ziggo Sport Totaal. De betaalzender Ziggo Sport Totaal beschikt over zes zenders, waarvan op Ziggo Sport 4 hoofdzakelijk tennis wordt uitgezonden. Als er meerdere toernooien tegelijk plaatsvinden, worden de toernooien dikwijls tegelijk op verschillende zenders uitgezonden. Ziggo Sport zendt alle 9 ATP Tour Masters 1000 toernooi uit, evenals alle alle 16 ATP Tour 500 toernooien en verschillende ATP Tour 250 toernooien.